# همان‌دد

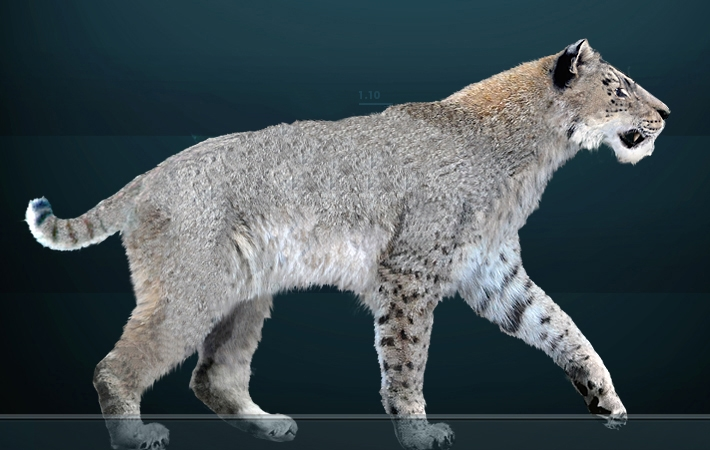
تصویرسازی فرضی از یک همان‌دد

همان‌دد (نام علمی: Homotherium) یک سرده از زیرخانواده دندان‌خنجری‌ها است که تقریباً به مدت ۴ میلیون سال (از ۴ میلیون سال پیش تا ۱۲٫۰۰۰ سال پیش) می‌زیسته و سنگواره‌های آن تاکنون در آمریکای شمالی، آمریکای جنوبی، اوراسیا و آفریقا کشف شده‌اند. این جانور با حدود ۱۱۰ سانتی‌متر ارتفاع تا شانه و حدود ۳۰۰ کیلوگرم وزن تقریباً به بزرگی یک شیر نر امروزی بوده‌است. این درنده در حدود ۱٫۵ میلیون سال پیش در آفریقا منقرض شد و آخرین بازماندگان آن در اوراسیا نیز در حدود ۳۰٫۰۰۰ سال پیش از میان رفتند. آخرین همان‌ددها که ساکن قاره آمریکا بودند در جریان انقراض هولوسن منقرض شدند.